# Наївність
Наївність — простодушність, відсутність життєвого досвіду, неосвіченість. Усвідомлене або неусвідомлене нехтування деякими феноменами культури і цивілізації. Нехтування прагматизмом на користь морального ідеалізму. Синоніми: природність, щирість, довірливість, провінційність, дитячість.